# Fear of Commitment
Fear of Commitment is de twintigste aflevering van het zevende seizoen van de televisieserie ER, die voor het eerst werd uitgezonden op 3 mei 2001.

## Verhaal
Lockhart wil via de rechter afdwingen dat haar moeder Maggie voor 90 dagen wordt opgenomen in een psychiatrisch ziekenhuis. Echter haar moeder wordt vrijgelaten en dan verschijnt zij ineens voor haar deur om te praten, maar zij weet dat dit nergens op zal uitdraaien en wil niet met haar moeder praten. 
Dr. Weaver denkt een patiënte, een dakloze vrouw, te herkennen van vroeger. Ineens weet zij het weer, zij presenteerde vroeger een bekend poppenshow op tv. Zij krijgt van haar een oude pop waar zij heel blij mee is, later is zij de pop kwijt en vindt het terug bij een fetisjist.
Dr. Benton krijgt te horen dat de moeder van zijn zoon, Carla, in het ziekenhuis is opgenomen met een beenbreuk. Hij biedt haar aan om op hun zoon Reese te passen zolang zij in het ziekenhuis ligt. Ondertussen zorgt hij nog steeds voor zijn oude leraar van de highschool die herstellend is van een hartinfarct. 
Dr. Carter heeft een patiënte die een miskraam krijgt, hij ontdekt dat haar verloofde haar kruiden heeft gegeven om zo een miskraam op te wekken. 
Dr. Jing-Mei Chen heeft een patiënt die een gave heeft met nummers.
Dr. Malucci roept een priester bij een patiënt om hem een exorcisme te laten doen.

## Rolverdeling

### Hoofdrollen
- Noah Wyle - Dr. John Carter
- Laura Innes - Dr. Kerry Weaver
- Paul McCrane - Dr. Robert Romano
- Goran Višnjić - Dr. Luka Kovac
- Michael Michele - Dr. Cleo Finch
- Erik Palladino - Dr. Dave Malucci
- Ming-Na - Dr. Jing-Mei Chen
- Eriq La Salle - Dr. Peter Benton
- Matthew Watkins - Reese Benton
- John Doman - Dr. Carl Deraad
- Elizabeth Mitchell - Dr. Kim Legaspi
- Maura Tierney - verpleegster Abby Lockhart
- Yvette Freeman - verpleegster Haleh Adams
- Laura Cerón - verpleegster Chuny Marquez
- Lily Mariye - verpleegster Lily Jarvik
- Deezer D - verpleger Malik McGrath
- Gedde Watanabe - verpleger Yosh Takata
- Dinah Lenney - verpleegster Shirley
- Lucy Rodriguez - verpleegster Bjerke
- Pamela Sinha - verpleegster Amira
- Lyn Alicia Henderson - ambulancemedewerker Pamela Olbes
- Brian Lester - ambulancemedewerker Brian Dumar
- Emily Wagner - ambulancemedewerker Doris Pickman
- Sally Field - Maggie Wyczenski
- Lisa Nicole Carson - Carla Simmons
- Kristin Minter - Randi Fronczak
- Demetrius Navarro - Morales

### Gastrollen (selectie)
- Tomas Arana - openbaar aanklager Rifkin
- Jon Gries - advocaat Marty Nesmith
- Bette Ford - prinses Taffeta
- Roger Robinson - Carl Ferris
- Sid Hillman - man in Kangoeroe pak
- Henri Lubatti - Victor
- Don Maloney - Mitchell Grainger
- Kimberly McCullough - Nori
- Skip Stellrecht - priester Miller
- Tom Poston - Earl
- Tom Bosley - Walter Nikolaides